# جلماجرد جدید
جلماجرد روستایی از توابع بخش مرکزی شهرستان خمین در استان مرکزی ایران است.

## جمعیت
این روستا در دهستان گله‌زن و در شرقی ترین قسمت شهرستان خمین قرار دارد و براساس سرشماری مرکز آمار ایران در سال ۱۳۸۵، جمعیت آن ۸۹۸ نفر (۲۶۷خانوار) بوده‌است.